# دانشگاه فنی براندنبورگ

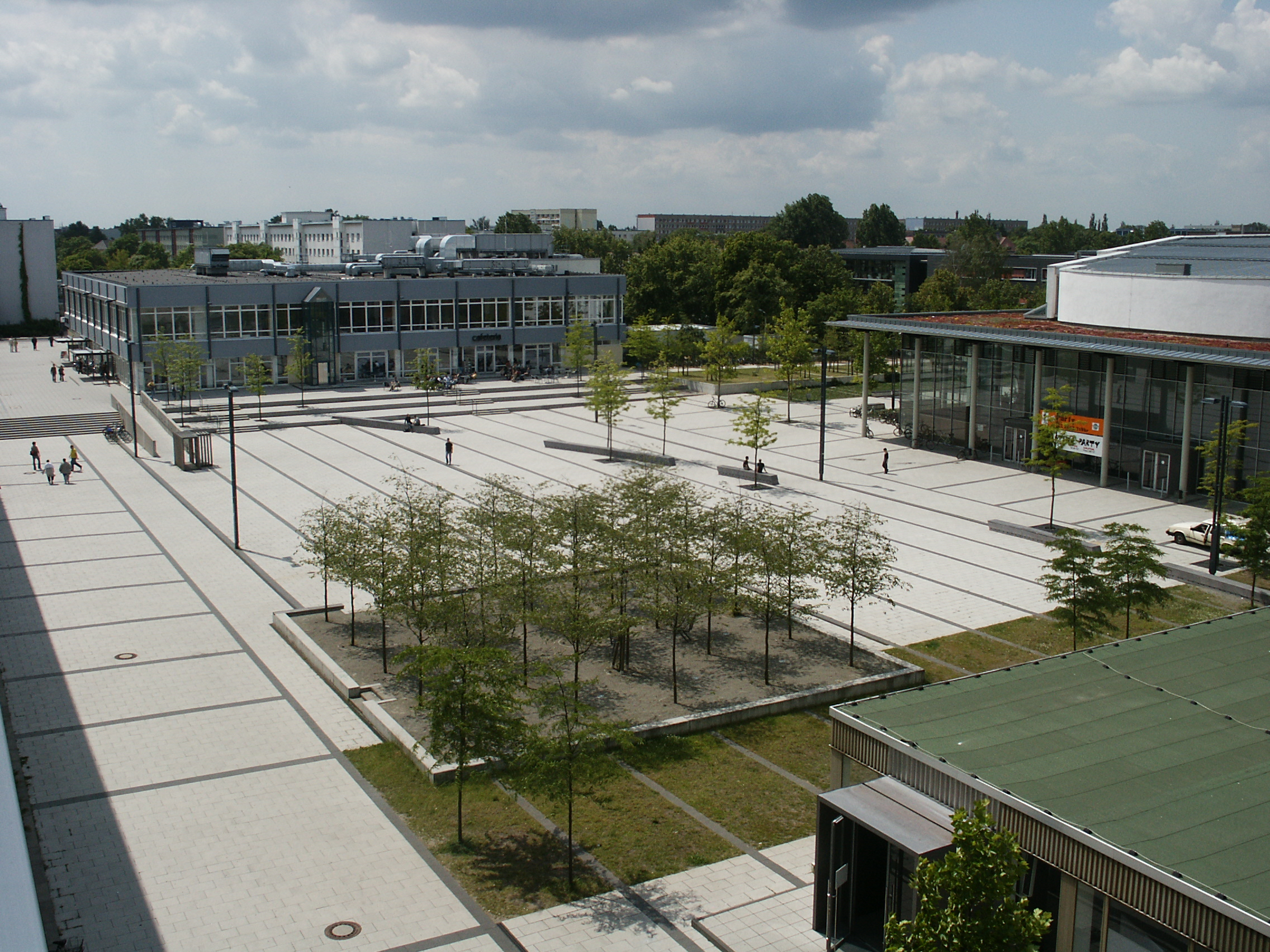
نمایی از ساختمان مرکزی دانشگاه در کوتبوس

دانشگاه فنی براندنبورگ (آلمانی: Brandenburgische Technische Universität) یک دانشگاه تحقیقاتی دولتی در کوتبوس واقع در ایالت براندنبورگ در شمال‌شرق آلمان است که در سال ۱۹۹۱ میلادی بنیان‌نهاده شده‌است.

## پیشینه
این دانشگاه در ۱۹۹۱ میلادی تأسیس شده و مجدداً در سال ۲۰۱۳ با تغییرات ساختاری در حیطه‌های مختلف حتی طراحی آرم تازه به یکی از دانشگاه‌های بزرگ شرق آلمان تبدیل شد و زیر نظر وزارت علوم ایالت براندنبورگ فعالیت می‌کند. ۱۹۷ استاد تمام و ۶۲۹ عضو هیئت علمی در این دانشگاه مشغول به کار هستند. شمار دانشجویان آن به بیش از ۸۰۰۰ نفر می‌رسد که ۱۸۶۰ نفرشان خارجی و از ۱۱۱ کشور گوناگون هستند. این دانشگاه از به هم پیوستن مراکز دانشگاهی و علوم فنی آلمانی شرقی مستقر در شهرهای کوتبوس و زنفتنبرگ بعد از وحدت آلمان ایجاد شد. پردیس مرکزی برگزارکننده طیف وسیعی از رشته‌های دانشگاهی است و پردیس‌های دیگر با ارائه رشته‌هایی عمدتاً در حیطه مهندسی علوم اجتماعی، هنر، و عمران فعالیت می‌کنند. بجز پردیس مرکزی مستقر در مرکز شهر کوتبوس، یک دانشکده مجزا شامل رشته‌های فنی مهندسی در بخش جنوبی شهر کوتبوس (منطقه زاکسندورف) ایجاد شده‌است. در قسمت شمالی شهر کوتبوس هم مجموعه کوچکی زیر نظر دانشگاه صنعتی براندنبورگ فعالیت می‌کند. همچنین پردیس این دانشگاه در شهر زنفتنبرگ در حقیقت تبدیل دانشکده فنی لاوسیتز به یکی از دانشکده‌های دانشگاه صنعتی براندنبورگ است که سعی شده با حفظ رشته‌های قدیمی این دانشگاه، رشته‌ها و علوم نوین هم به رشته‌های ارائه شده در این مجموعه اضافه شوند.
در قیاس با دانشگاه‌های قدیمی تر آلمان، دانشگاه صنعتی براندنبورگ در رتبه‌بندی‌های جهانی دانشگاه‌ها با سرعت بالایی در حال پیشرفت است و هر ساله با چندین پله صعود از نظر کیفیت آموزش، نشر مقالات، رفاه دانشجویان و تجهیزات علمی رشد چشمگیری را تجربه می‌کند که این دانشگاه را علی‌رغم جدید التاسیس بودن در موقعیت رقابتی با دیگر دانشگاه‌های صنعتی آلمان قرار می‌دهد. عمده شهرت این دانشگاه در حیطه مهندسی مکانیک، عمران و معماری بالاخص علوم مرتبط با فناوری‌های انرژی است. از دیگر سو دانشکده محیط زیست این دانشگاه از شهرت خاصی به لحاظ طیف گسترده فعالیت و ارائه علوم متنوع و جدید برخوردار است. در این میان توجه به گسترش دانشکده مرتبط با مهندسی کامپیوتر، آی تی، مکاترونیک مستلزم برنامه‌ریزی دقیق تر و جذب نیروی متخصص می‌باشد. این در حالی است که عده‌ای بر این باورند این دانشگاه در ایجاد دانشکده‌هایی از علوم مهندسی دیگر مثل نفت و گاز، مهندسی معدن، مهندسی هوافضا و … ضعیف عمل نموده و بیشتر تمرکز و هزینه را تعمداً در گسترش علوم مهندسی مکانیک، مهندسی ساختمان، مهندسی برق و مهندسی محیط زیست صرف می‌نماید. لازم است ذکر شود که دانشگاه صنعتی براندنبورگ تعدادی از دوره‌های کارشناسی ارشد و دکترای خود را با همکاری دانشگاه‌های برتر دنیا در روسیه، آمریکا، و همچنین دانشگاه‌های مطرح آلمان برگزار می‌کند.
برگزاری دوره‌های نوین مهندسی و علوم میان رشته‌ای نقطه قوتی است که دانشگاه صنعتی براندنبورگ از آن به جهت پیشرفت سریع تر بهره می‌گیرد. در حقیقت شکل‌گیری یک دانشگاه صنعتی با رویکرد تحقیقاتی و کاربردی (و نه تکیه بر علوم تئوریک قدیمی) با الگوگیری از دانشگاه‌های مطرح جهان دیدگاه اصلی مدیران دانشگاه بوده‌است. از طرفی ایجاد محیطی بین‌المللی و جذب گسترده دانشجویان خارجی به واسطه شرایط مناسب و جذاب، موجبات رشد معنی دار این دانشگاه را در سالهای اخیر فراهم آورده‌است.
صرف بودجه تحقیقاتی گسترده و تهیه آزمایشگاه‌ها و کارگاه‌های مدرن به همراه جذب هیئت علمی با تجربه از سراسر آلمان چشم‌انداز روشنی را برای فعالیت این دانشگاه تصویر می‌کند.
بازنگری مداوم محتوای درسی هر رشته و تکیه بر کاربردی بودن دروس ارائه شده ایده جالبی بود که توسط مسئولین دانشگاه به کار گرفته شد. در حقیقت علوم دانشگاهی در آلمان از نظر بازار کار اندکی با آنچه در مراکز علوم کاربردی (فاخ هوخشوله) ارائه می‌شود متفاوت هستند و اکثراً بر این باورند که برای موفقیت در بازار کار باید در مراکز علوم کاربردی تحصیل کرد و دانشگاه‌ها صرفاً جنبه تحقیقاتی دارند، لذا تدوینگران سیلابس دروس در اکثر رشته‌ها با توجه به این نکته و همچنین بررسی راه‌های ارتباط بهتر صنعت و دانشگاه، از تمرکز زیاد بر دروس تئوریک و محض پرهیز نموده و این رشته‌ها را به سمت هرچه کاربردی شدن پیش برده‌اند. ترکیبی از مفاهیم تئوریک، دانش کسب و کار و مهارت‌های فنی عملی در اکثر دوره‌ها به چشم می‌خورد که نشانگر توجه مسئولین این دانشگاه به تدوین چارت درسی مطابق با نیاز روز است.
تدوین رشته‌هایی خاص که صرفاً به صورت انحصاری در دانشگاه صنعتی براندنبورگ ارائه می‌شوند از دیگر نکات مورد توجه است. به عنوان مثال رشته‌ای تحت عنوان فرهنگ و تکنیک به عنوان دانشی ترکیبی در حیطه شناخت بهتر و بیشتر علوم مهندسی و ارتباط جامعه با تفکر مهندسی ایجاد شده‌است. مسئولین دانشگاه بر این باورند که با توجه به بودجه محدود دولتی و تامین‌هایی از سمت شرکت‌ها و صنایع بومی ایالت براندنبورگ امکان استفاده از تمام ظرفیت‌های این دانشگاه همچنان وجود نداشته و حضور پر رنگ تر در عرصه ملی و بین‌المللی مستلزم صرف هزینه‌های بیشتر در گسترش دانشکده‌ها، تهیه امکانات بیشتر و همچنین صرف هزینه‌های پژوهشی در تحقیق و توسعه است. با این وجود دورنمای کلی رشد این دانشگاه نوید بخش قطب علمی و فناوری برای تقویت قوای صنعتی شرق آلمان است. چرا که در دهه‌های گذشته دانشگاه صنعتی برلین و دانشگاه فنی درسدن که در مجموعه دانشگاه نخبگان طبقه‌بندی شده‌اند و همچنین و دانشگاه صنعتی کمنیتس در کنار دانشگاهی مانند دانشگاه صنعتی برگ آکادمی فرایبرگ که در علوم مهندسی معدن در جهان حرف‌های بسیاری برای گفتن دارد و به سبب قدمت چند صد ساله خود عمده شهرت رشته‌های مهندسی را برای شرق آلمان به ارمغان آورده بودند، اما قطب نو ظهوری تحت عنوان دانشگاه صنعتی براندنبورگ با رویکرد کاملاً جدید و متفاوت با ساختار سنتی دانشگاه‌ها آینده رقبای خود را به در عین همکاری‌های بین دانشگاهی از لحاظ علمی و صنعتی به چالش می‌کشد.

## دانشکده‌ها

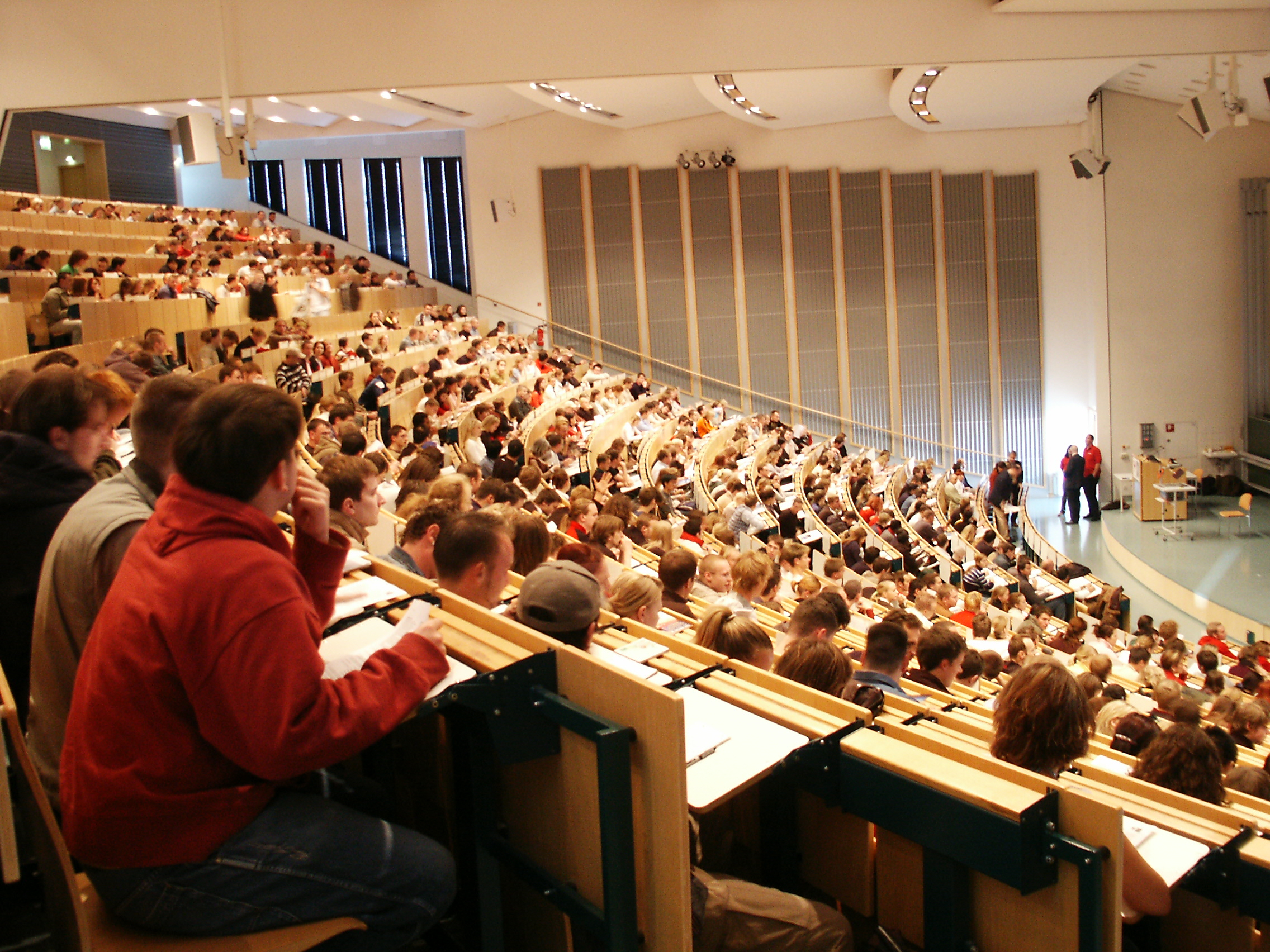
مراسم سخنرانی برای دانشجویان ورودی جدید

دانشگاه فنی براندنبورگ دارای شش دانشکده است:
- دانشکدهٔ ۱: ریاضیات، دانش رایانه، فیزیک، مهندسی برق و فناوری اطلاعات
- دانشکدهٔ ۲: علوم طبیعی و محیطی
- دانشکدهٔ ۳: مهندسی مکانیک، الکترونیک، و سامانه‌های انرژی
- دانشکدهٔ ۴: خدمات اجتماعی، بهداشتی و موسیقی
- دانشکدهٔ ۵: کسب و کار، حقوق و علوم اجتماعی
- دانشکدهٔ ۶: معماری، مهندسی عمران و شهرسازی